# Morley Bruce
Morley Callander Bruce (né le 7 mars 1894 à Ottawa au Canada et mort le 25 novembre 1959 à Ottawa au Canada) est un joueur canadien de hockey sur glace.

## Biographie
Il a joué quatre saisons dans la LNH, 72 matchs, avec les Sénateurs d'Ottawa.

## Statistiques
| Saison     | Équipe             | Ligue      |    | Saison régulière | Saison régulière | Saison régulière | Saison régulière | Saison régulière |   | Séries éliminatoires | Séries éliminatoires | Séries éliminatoires | Séries éliminatoires | Séries éliminatoires |
| Saison     | Équipe             | Ligue      | PJ | B                | A                | Pts              | Pun              | PJ               | B | A                    | Pts                  | Pun                  |                      |                      |
| 1917-1918  | Sénateurs d'Ottawa | LNH        | 7  | 0                | 0                | 0                | 0                | -                | - | -                    | -                    | -                    |                      |                      |
| 1919-1920  | Sénateurs d'Ottawa | LNH        | 21 | 1                | 0                | 1                | 2                | -                | - | -                    | -                    | -                    |                      |                      |
| 1920-1921  | Sénateurs d'Ottawa | LNH        | 21 | 3                | 0                | 3                | 23               | -                | - | -                    | -                    | -                    |                      |                      |
| 1921-1922  | Sénateurs d'Ottawa | LNH        | 23 | 4                | 1                | 5                | 2                | -                | - | -                    | -                    | -                    |                      |                      |
| Totaux LNH | Totaux LNH         | Totaux LNH | 72 | 8                | 1                | 9                | 27               | -                | - | -                    | -                    | -                    |                      |                      |